# پورتلند (شهرستان دوج، ویسکانسین)
پورتلند (به انگلیسی: Portland) یک منطقهٔ مسکونی در ایالات متحده آمریکا است که در شهرستان دوج، ویسکانسین واقع شده‌است. پورتلند ۹۲٫۴ کیلومتر مربع مساحت و ۱٬۱۰۶ نفر جمعیت دارد و ۲۶۳ متر بالاتر از سطح دریا واقع شده‌است.